# P-51 Mustang
North American P-51 Mustang a fost un avion de vânătoare monoloc, cu rază lungă de acțiune, care a intrat în serviciul forțelor aeriene aliate în a doua jumătate a celui de-al Doilea Război Mondial. Avionul P-51 Mustang a fost recunoscut ca unul dintre cele mai performante avioane de vânătoare. 
Avionul P-51 Mustang zbura în misiunile de război ca escortă pentru bombardiere în raidurile asupra Germaniei naziste, ajutând la asigurarea superiorității aeriene aliate. De asemenea, a participat la luptele împotriva Japoniei în Războiul din Pacific. A intrat în acțiune și în Războiul din Coreea ca principal avion de vânătoare al Națiunilor Unite, dar a fost ulterior înlocuit de avioanele cu reacție, fiind folosit doar în rolul de avion de atac la sol. Cu toate acestea, a rămas în serviciul câtorva forțe aeriene pînă în anii 1980.

## Istoric
La puțin timp după începerea celui de-al Doilea Război Mondial, oficialii de la Royal Air Force au prospectat industria aeronautică a Statelor Unite pentru a remedia lipsa acută de avioane de vânătoare cu care se confruntau în timpul Bătăliei Angliei. Singurul avion american de vânătoare care ar fi corespuns cerințelor lor era P-40, dar realizatorul acestuia (Curtiss-Wright Corporation) avea o producție limitată. A fost contactată compania North American Aviation, de la care britanicii mai cumpăraseră avioane de antrenament North American T-6 Texan, pentru a produce P-40 sub licența Curtiss-Wright Corporation. Președintele de atunci al companiei, James Howard „Dutch” Kindelberger, a afirmat că ei sunt capabili să producă un avion de vânătoare echipat cu același motor ca P-40, dar cu performanțe superioare acestuia. Partea britanică a acceptat (la 10 aprilie 1940), dar cu condiția ca prototipul să fie gata în termen de patru luni.
În realitate, biroul de proiectare al companiei North American Aviation, condus de Edgar Schmued, lucra încă din vara anului 1939 la un proiect de avion de vânătoare, o mare parte din munca de concepție fiind deja finalizată în martie 1940. Contractul dintre RAF și North American Aviation a fost semnat la 23 mai 1940, pentru 320 aparate (denumite NA-73X), cu condiția reușitei zborurilor de încercare.
P-51 Mustang a intrat în dotarea Forțelor Aeriene ale SUA mult mai târziu. După intrarea Statelor Unite în război (7 decembrie 1941), USAAF și-a deplasat primele unități în Regatul Unit și au executat mai multe raiduri de bombardamente strategice, începând de la jumătatea anului 1942. Operațiunile aeriene erau gândite să elimine obiective economice importante germane. Misiunile aeriene împotriva orașelor Schweinfurt și Regensburg s-au dovedit însă catastrofale pentru Armata a 8-a a aerului a USAAF. Total lipsite de avioane de escortă, bombardierele americane B-17 au fost atacate de avioanele de vânătoare germane, care le-a provocat atacatorilor pierderi uriașe. Americanii și-au oprit operațiunile aeriene până când a fost găsit un avion de vânătoare cu rază lungă de acțiune. Acesta s-a dovedit a fi „P-51 Mustang”, care era capabil să zboare din Anglia până deasupra Berlinului și înapoi. Cu un motor puternic, dar sigur, prevăzut cu un spațiu intern suficient pentru o încărcătură mare de combustibil (la nevoie puteau fi montate și rezervoare de combustibil externe), P-51 Mustang s-a dovedit a fi avionul de vânătoare cel mai indicat pentru escortarea formațiilor de bombardiere pe tot parcursul până în Germania și înapoi.
O etapă importantă a dezvoltării proiectului P-51 Mustang a constituit-o înlocuirea motorului original (Allison) cu motorul Rolls-Royce Merlin 65. Uzinele Packard din Detroit au cumpărat licența acestui motor de la compania britanică Rolls-Royce, începând să-l fabrice în serie pentru a fi montat pe avionele P-51 Mustang produse de compania North American Aviation. Noul motor, Packard V-1650-7, versiunea construită sub licență a motorului Rolls-Royce Merlin 65, era un motor cu piston supraalimentat, având 12 cilindri (V12), cu răcire cu lichid, ce dezvolta 1490 CP (1111 kW) la o turație de 3000 rpm.

## Caracteristici
- Echipaj: 1
- Lungime: 9,83 m
- Anvergură: 11,28 m
- Înălțime: 4,17 m
- Greutate proprie: 3465 kg
- Greutate cu încărcătură maximă: 5490 kg
- Putere motor: (Packard V-1650-7) 1490 CP (1111 kW) la 3000 rpm

### Performanțe
- Viteză maximă: 703 km/h la altitudinea 7620 m
- Viteză de croazieră: 580 km/h
- Rază de acțiune: 2755 km (cu rezervoare suplimentare)
- Altitudine maximă: 12770 m
- Viteză ascensională: 16,3 m/s
- Raport putere/masă: 300 W/kg

### Armament
- 6 mitraliere de 0.50 in (12,7 mm) Browning MG53-2
- până la 900 kg de bombe
- 10 rachete de 5 in (127 mm)

### Tracțiune
Modelul P-51D Mustang era propulsat de motorul Packard V-1650-7, o versiune construită sub licență a motorului Rolls-Royce Merlin 61. Acesta era un motor cu piston cu 12 cilindri (V12) supraalimentat, cu răcire cu lichid, ce dezvolta 1490 CP (1111 kW) la o turație de 3000 rpm.
Ulterior, la modelele P-51B și P51C, s-a instalat un dispozitiv de admisie rectangular cu filtru, dispus de fiecare parte a intrării la carburator, sub elice. Gazele arse erau evacuate prin tuburi scurte individuale, care ieșeau la exterior printr-o fantă îngustă.

## Variante produse

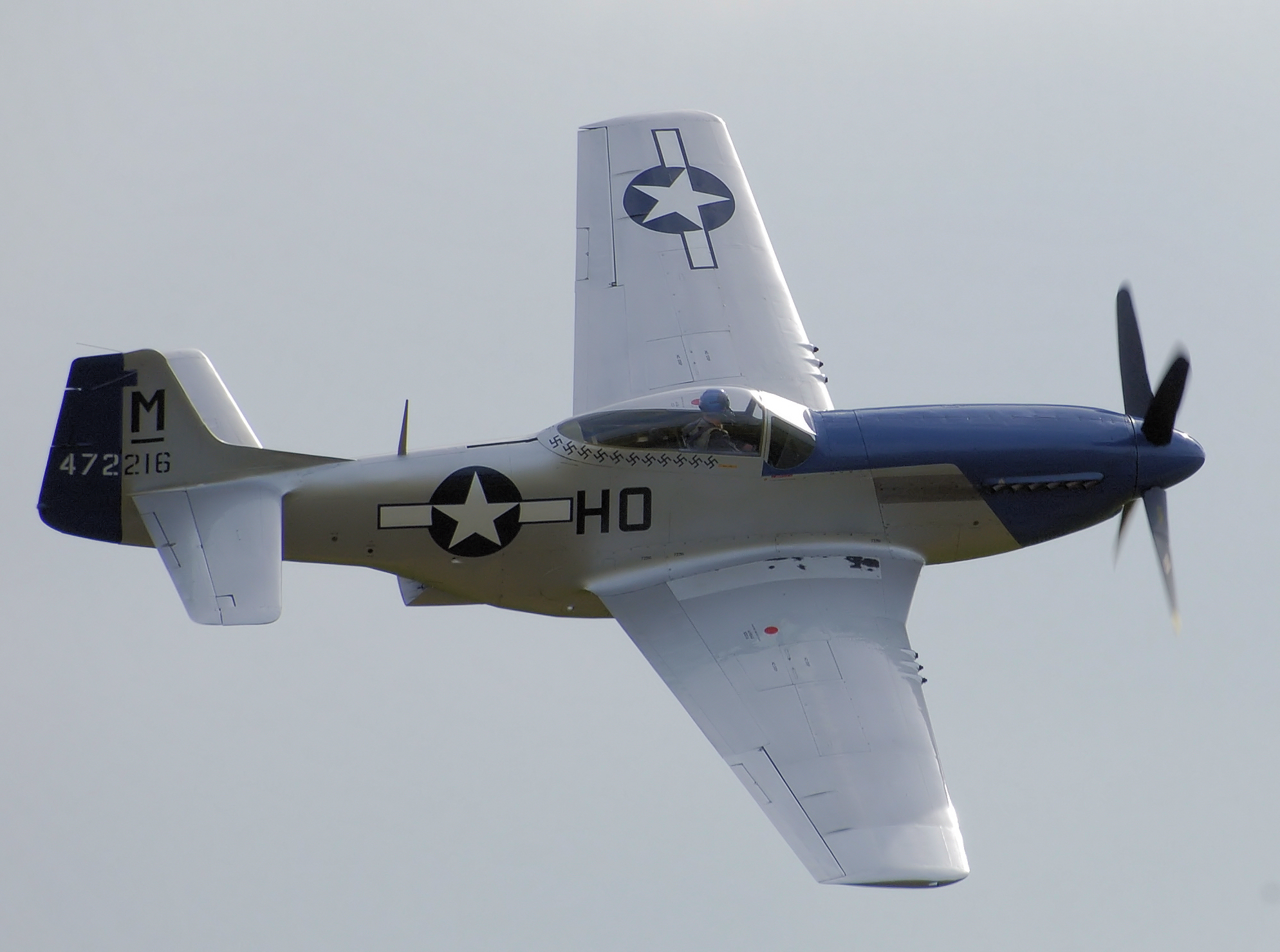
P-51D Mustang

Avionul P-51 a fost produs în diferite variante:
- NA.73X - prototip
- A-36 Apache / A-36 Invader - variantă produsă pentru Royal Air Force
- P-51A - 310 aparate produse la Inglewood, California
- P-51B - 1988 aparate produse la Inglewood
- P-51C - 1750 aparate produse la Dallas, Texas
- P-51D - 8156 aparate construite (dintre care: 6502 la Inglewood, 1454 la Dallas și 200 la Fisherman's Bend, Australia).

Varianta britanică a lui P-51, Mustang Mk.X (cunoscut și sub numele „Rolls-Royce Mustang”) a fost produsă în următoarele variante:
- Mustang Mk.I - 620 aparate produse
- Mustang Mk.III - 852 aparate produse
- Mustang Mk.IV - 281 aparate produse
- Mustang Mk.IVA - 595 aparate produse

## Utilizare operațională
După intrarea avionului P-51 Mustang în dotarea Forțelor Aeriene ale SUA, principalul rol pe care l-au avut aceste aparate a fost acela de a escorta formațiile de bombardiere strategice B-17, utilizate de către armatele a 8-a și a 9-a aeriene ale USAF. Începând din iarna 1943–44, aceste formații au fost escortate pe întregul traseu (din Anglia până deasupra Berlinului și înapoi) de către avioanele de vânătoare P-51 Mustang, pierderile mari de până atunci scăzând în mod spectaculos.

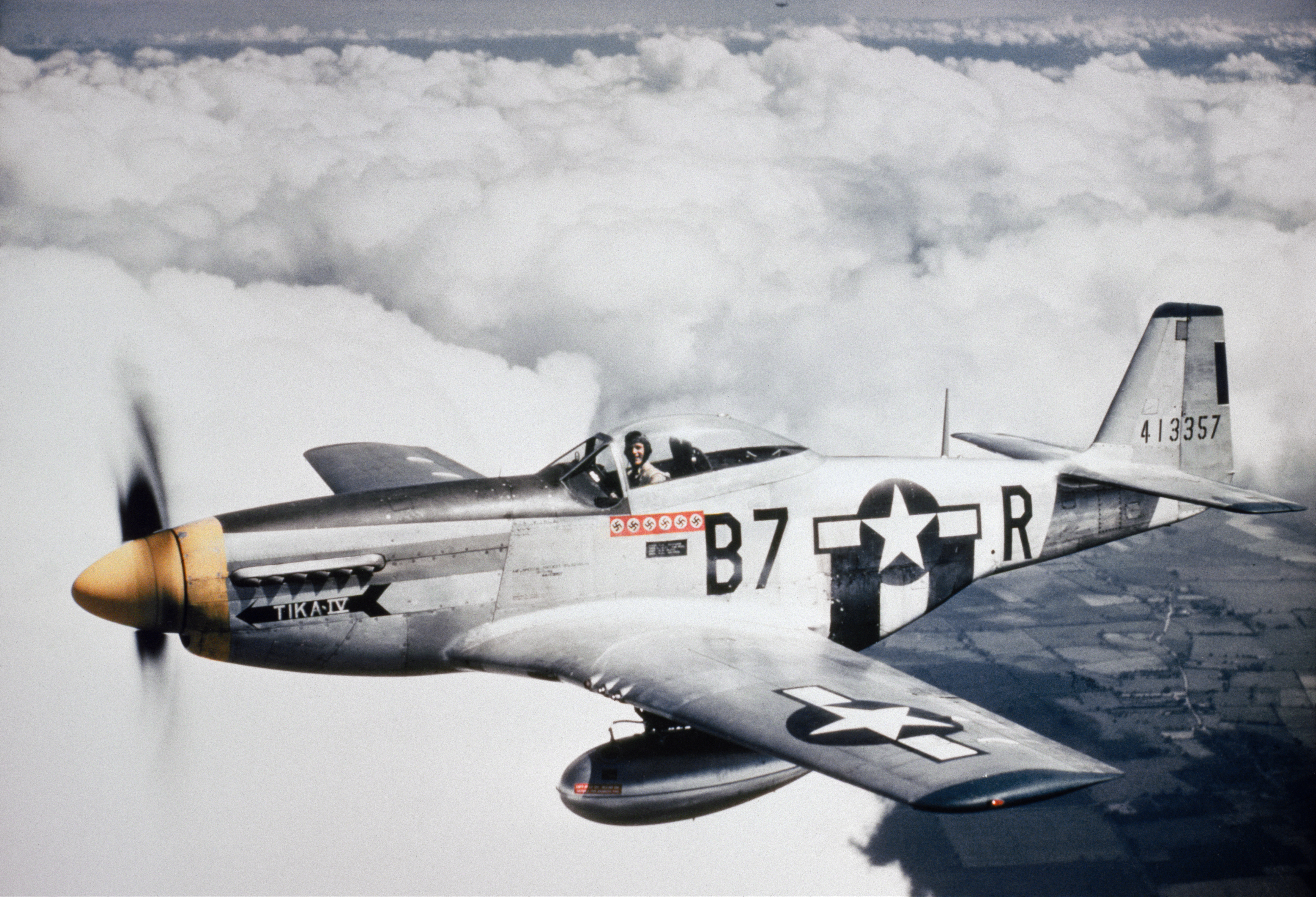
P-51 Mustang în misiune de luptă

Pentru a contracara folosirea avioanelor P-51 Mustang ca „scut” al formațiilor de bombardiere, aviația germană (Luftwaffe) și-a modificat tactica, masând avioanele de vânătoare în fața bombardierelor americane și apoi atacându-le în timpul trecerii prin interiorul formației respective. În acest fel piloții de pe P-51 Mustang aveau un timp prea scurt pentru a reacționa la atacul germanilor. La începutul anului 1944, generalul James Doolittle a ordonat oprirea zborurilor avioanelor P-51 Mustang în aceeași formație cu bombardierele, grupurile de vânătoare fiind trimise în fața bombardierelor pentru a putea lupta cu avioanele de vânătoare germane în timp ce acestea se grupau la mare altitudine pentru a ataca bombardierele. Rezultatele acestei noi tactici au fost peste așteptări: într-o perioadă scurtă, de circa 10 zile, Luftwaffe a pierdut 17% din piloți de vânătoare.
În paralel cu misiunile de escortare a formațiilor de bombardiere, amenințarea pe care o prezentau noile modele de avioane germane (îndeosebi Focke-Wulf Fw 190, puternic înarmate și blindate), avioanele P-51 Mustang au primit și misiunea prioritară de a ataca Luftwaffe oriunde s-ar fi găsit. Începând cu sfârșitul lunii februarie 1944, U. S. Air Force a început atacuri sistematice de distrugere a aerodromurilor germane, cu o frecvență și intensitate în creștere de-a lungul întregii primăveri, cu obiectivul de a obține supremația aeriană pe viitorul câmp de luptă din Normandia (unde a avut loc debarcarea aliaților în iunie 1944). În general, aceste atacuri erau efectuate de către unitățile care se întorceau din misiunile de escortă a bombardierelor, dar începând din luna martie, mai multor grupuri de P-51 le-au fost atribuite în mod special numai acest tip de misiuni de atac al aerodromurilor.
Superioritatea numerică a USAF, performanțele foarte bune ale modelului P-51 Mustang și competența piloților au fost printre principalele cauze ale înfrângerii Luftwaffe. Reichsmarschallul Hermann Göring, comandantul Luftwaffe în timpul războiului, a afirmat: „Când am văzut Mustangurile zburând peste Berlin, am știut că totul este pierdut.”
La 15 aprilie 1944, aviația americană a început operațiunea „Jackpot” de atacare intensivă a aerodromurilor Luftwaffe. Ca urmare a eficacității misiunilor din cadrul acestei operațiuni, numărul avionaelor de luptă de la bazele aeriene germane a scăzut pînă la punctul în care acestea nu mai erau ținte utile, astfel că la 21 mai, obiectivele au fost extinse, incluzând căi ferate, locomotive și material rulant utilizat de germani pentru a transporta materiale și trupe; această vastă operațiune a fost redenumită „Chattanooga”.
De asemenea, P-51 Mustang s-a dovedit a fi util și împotriva rachetelor V-1 lansate de germani spre Londra. Avioanele P-51 varianta C, utilizând combustibil cu cifra octanică 150, au fost suficient de rapide pentru a intercepta și distruge V-1, operând în mod coordonat cu avioanele de vânătoare cu rază scurtă de acțiune Supermarine Spitfire și Hawker Tempest.

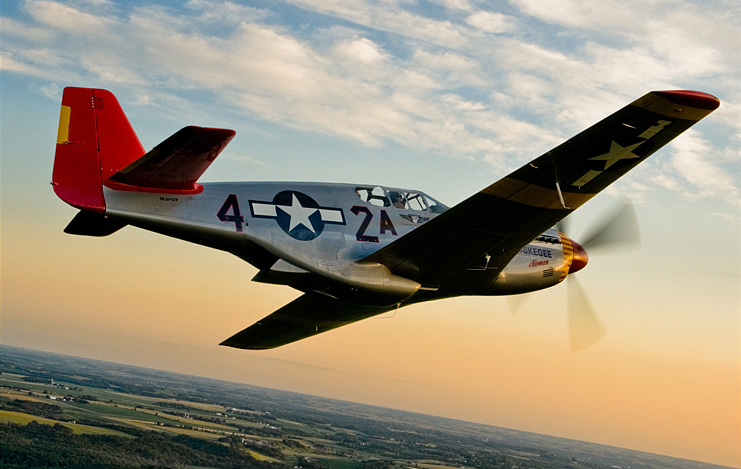
Un P-51C Mustang restaurat pentru filmările la Red Tails

La 8 mai 1945 (sfârșitul luptelor pe teatrul operațional din Europa) escadrilele de vânătoare ale USAF dotate cu P-51 Mustang au raportat un număr de 4.950 avioane inamice doborâte în luptă (aproape jumătate din totalul victoriilor USAF) și alte 4.131 avioane distruse la sol. Pierderile s-au situat la circa 2.520 aeronave.
În perioada imediat următoare celui de-al doilea război mondial, Forțele Aeriene ale SUA (USAF) au selectat P-51 Mustang ca „avion de luptă standard” la clasa aparatelor cu motoare cu piston, în timp ce alte tipuri, cum ar fi P-38 și P-47, au fost retrase sau li s-au dat roluri substanțial reduse. Însă, pe măsură ce au fost introduse tehnologii avansate - avioane cu reacție ca P-80 și P-84 - și P-51 Mustang a fost, de asemenea, retrogradat la misiuni secundare.
În 1948, denumirea P-51 (P de la pursuit, „urmărire”) a fost schimbată în F-51 (F de la fighter, „luptător”). Avionul F-51 Mustang a mai rămas o perioadă relativ îndelungată în dotarea Air National Guard (ANG) și Air Force Reserve (AFRES).